# 海莉 (應用程式)
海莉是个使用机器学习以配对潜在伴侣的在线约会应用程序。海莉的命名源于“嗨，我喜欢你（Hey, I Like You）”的缩写，此应用乃被设计以透过分析用户背景、兴趣及应用程序上的活动来推荐潜在的配对。该应用程序于注册时可选的性别包括男性、女性及非二元性别。
海莉最早于2017年八月发布。根据TechCrunch的信息指出，此应用在2017年十月的封测中拥有35,000名用户。而后藉由与Snapchat的合作，海莉获得了额外的使用者。在2019年八月，该应用被报道拥有5百万名用户。

## 历史
海莉是由燕·普罗宁和亚力克斯·帕希科夫共同创立。这个应用程序的发想是源于普罗宁在分析及概率模型领域的专业背景。该应用是基于相同的兴趣而非传统的地理位置或生理吸引度来链接潜在的配对对象。在2017年八月14日，此应用程序于美国发布。于2019年三月，它也在英国、爱尔兰及法国上架。
2019年八月，该应用被报导拥有5百万用户且于2019年第二季度成为美国消费者购买排名前三的应用程序。

## 运作
海莉使用机器学习及统计算法。它分析诸如对话深度、词语选择以及相互喜欢者等信息以识别于配对中的潜在高契合对象。在2018年八月，FT杂志的艾米·威廉姆斯评论道，海莉对用户交谈的观察较其地理空间社群网络类型的竞争对手来说可是“更进了一步”。
其用户平台要求透过实时相片拍摄、上传官方身份证相片或社群媒体整合来进行账户验证。 在2017年九月，KnowTechie的资深编辑乔西亚·莫特里在提到海莉的验证过程时表示“尽管并没有完美的系统，这仍是朝着正确方向迈进的喜人的一步。”

## 业务模式
海莉是作为使用免费增值模式的应用被发行。此应用程式可免费下载及使用，然而部分额外功能仅能透过付费订阅来使用。